# La familia y uno más
La familia y uno más (también rotulada como La familia y... uno más) es una película española dirigida por Fernando Palacios y estrenada el 10 de septiembre de 1965. Se trata de una comedia que es la segunda parte de una saga que comenzó con La gran familia (1962).
José Sacristán debutó en esta película con un pequeño papel de estudiante de arquitectura de la clase del hijo mayor de la gran familia.

## Sinopsis
La saga familiar del aparejador Carlos Alonso (Alberto Closas) ha crecido hasta los dieciséis hijos. Los tiempos han ido cambiando y debe enfrentarse a nuevas circunstancias y situaciones. El abuelo ya ha muerto. Su esposa falleció al nacer María, la última hija. La hija mayor (Elisa Ramírez) va a casarse y el hijo mayor (Carlos Piñar) está terminando sus estudios de arquitectura. El padrino (José Luis López Vázquez) lleva una vida por su cuenta con su esposa (Elena María Tejeiro) y Carlos Alonso debe hacerse cargo del resto con la ayuda de sus hijos y, sobre todo, de sus hijas mayores.

## La sagaLa gran familia
- La gran familia (1962), dirigida por Fernando Palacios.
- La familia y... uno más (1965), dirigida por Fernando Palacios.
- La familia, bien, gracias (1979), dirigida por Pedro Masó.
- La gran familia... 30 años después (1999), dirigida por Pedro Masó.

## Reparto completo
| Intérprete                   | Personaje                                                            |
| ---------------------------- | -------------------------------------------------------------------- |
| Alberto Closas               | Carlos Alonso, el padre                                              |
| Julia Gutiérrez Caba         | Julia, la compañera de trabajo                                       |
| José Luis López Vázquez      | Juan, el padrino                                                     |
| Soledad Miranda              | Patricia, la conductora                                              |
| Carlos Piñar                 | Antonio Alonso Cebrián                                               |
| Margot Cottens               | Consuelo Aguilar                                                     |
| Rosanna Yanni                | Ana, la vendedora de terrenos                                        |
| Elena María Tejeiro          | Paula, la madrina o 'padrina'                                        |
| Elisa Ramírez                | Mercedes Alonso Cebrián                                              |
| Chonette Laurent             | Luisa Alonso Cebrián                                                 |
| Jaime Blanch                 | Carlitos Alonso Cebrián                                              |
| Víctor Valverde              | Alberto Muñoz Aguilar                                                |
| Conchita Rodríguez del Valle | Carlota Alonso Cebrián, la hija hacendosa                            |
| Mircha Carven                | Juanito Alonso Cebrián                                               |
| Benito Díaz Trejo            | Julio César Alonso Cebrián                                           |
| Manuel Díaz Trejo            | Octavio Augusto Alonso Cebrián                                       |
| Oscar Lowy                   | Federico Guillermo Alonso Cebrián                                    |
| Carmen García Mateo          | Victoria Eugenia Alonso Cebrián                                      |
| María Jesús Valenciaga       | La hija mellada en la anterior película                              |
| Alfredo Garrido              | 'Chencho' Alonso Cebrián                                             |
| Ester Romero                 | Ludgarda Alonso Cebrián                                              |
| María del Mar Sánchez        | María Alonso Cebrián                                                 |
| Maribel Martín               | Sabina Alonso Cebrián                                                |
| Pedro Mari Sánchez           | Críspulo Alonso Cebrián                                              |
| Tomás Picó                   | Jorge, el novio catalán                                              |
| José Sacristán               | Moisés Balaguer Montero                                              |
| Erasmo Pascual               | Eulogio, el portero del edificio                                     |
| Rafaela Aparicio             | Chacha exigente                                                      |
| José Franco                  | Don Ramón                                                            |
| Jesús Guzmán                 | Empleado de la tintorería                                            |
| Ana Carvajal                 |                                                                      |
| Manuel Arbó                  |                                                                      |
| Ana María Ventura            |                                                                      |
| Santiago Ontañón             |                                                                      |
| María Isabel Payarés         |                                                                      |
| Vicente Sangiovanni          |                                                                      |
| Ángel Terrón                 |                                                                      |
| Juan Cazalilla               | Comprador de terrenos                                                |
| Gregorio Alonso              |                                                                      |
| Luis Cuesta                  |                                                                      |
| Vicente Bañó                 | Javier                                                               |
| Ignacio Fabián               |                                                                      |
| Gregorio Díaz                |                                                                      |
| Maruja García Alonso         |                                                                      |
| Pedro Molina Sánchez         |                                                                      |
| Miguel Armario               |                                                                      |
| Concha Rabal                 |                                                                      |
| Marta Baizán                 | Chica que mastica chicle                                             |
| Félix Acaso                  | Narrador                                                             |
| María José Alfonso           | Mercedes Alonso Cebrián (aparece en fotografías)                     |
| Aíto García Reneses          | Miembro del equipo de baloncesto asomado a la ventanilla del autocar |
| Maribel Hidalgo              |                                                                      |
| José Isbert                  | El abuelo (aparece en fotografías)                                   |
| María Isbert                 |                                                                      |
| José María Prada             |                                                                      |
| Simón Ramírez                | Voz de la serie "Los Intocables" (1959-1963))                        |
| Amparo Soler Leal            | Mercedes Cebrián, la madre (aparece en fotografías)                  |
| Jesús Álvarez                |                                                                      |

En esta secuela se contrataron a varios actores y actrices para sustituir a otros en algunos personajes de la primera película, a saber: 
- Elisa Ramírez hace el papel de la hija mayor Mercedes Alonso Cebrián que anteriormente hizo María José Alfonso .
- Elena María Tejeiro interpreta a Paula, la pareja del padrino, que en la primera película era interpretado por Paula Martel.
- Benito y Manuel Díaz Trejo hacen de los gemelos Julio César y Octavio Augusto Alonso Cebrián, que en la primera película fueron interpretados por los hermanos Francisco y Manuel Martínez Ligero.
- El papel de Víctor Valverde (Alberto Muñoz, el novio de Mercedes) parece el mismo que en la primera película hizo Paco Valladares (el novio motero de Mercedes), y quedaría confirmado con la repetición de Valladares en la tercera entrega.
- Y además los papeles de Julia Gutiérrez Caba, Jesús Guzmán, Juan Cazalilla, etc. no coinciden con los que interpretaron en la primera película (mujer que encuentra a Chencho y se lo quiere quedar; el recepcionista del hotel de la Costa Dorada; el pinche pastelero, respectivamente).